# Doug Ducey
Doug Ducey (hay Douglas Anthony Ducey Jr., /ˈduːsi/; sinh ngày 9 tháng 4 năm 1964) là một doanh nhân, chính trị gia người Mỹ. Ông hiện là Thống đốc thứ 23 của tiểu bang Arizona kể từ năm 2015, Chủ tịch Hiệp hội Thống đốc Cộng hòa từ 2020. Ông nguyên là Bộ trưởng Ngân khố tiểu bang Arizona từ 2011 đến 2015. Vào ngày 4 tháng 11 năm 2014, ông được bầu làm Thống đốc Arizona; nhậm chức vào ngày 5 tháng 1 năm 2015 và tái đắc cử vào năm 2018.
Doug Ducey là Đảng viên Đảng Cộng hòa, học vị Cử nhân Tài chính, chính trị gia bảo thủ. Trong lĩnh vực kinh doanh, ông nguyên là Giám đốc điều hành của Cold Stone Creamery, một chuỗi cửa hàng kem có trụ sở tại Scottsdale, Arizona. Từ 2020, trong Đại dịch COVID-19, ông đóng vai trò chỉ huy Arizona chống đại dịch, gặp nhiều vấn đề từ các phe trong xã hội.

## Xuất thân và giáo dục
Doug Ducey sinh ngày 9 tháng 4 năm 1964 tại Toledo, quận Lucas, Ohio, Hoa Kỳ, tên khai sinh là Douglas Anthony Roscoe Jr. Ông là con trai của Madeline Scott và Douglas Roscoe Sr., một cựu thành viên của Sở Cảnh sát Toledo. Bố mẹ ông ly hôn và năm 1975, mẹ ông kết hôn với doanh nhân Michael Ducey. Michael Ducey đã nhận nuôi ông và các anh chị em của ông vào năm 1976; họ của ông đã được đổi thành họ của bố nuôi là Ducey. Doug Ducey lớn lên và theo học trường công ở Toledo, tốt nghiệp Trường Trung học St. John's Jesuit năm 1982. Sau đó, ông chuyển đến Arizona để theo học Đại học Bang Arizona (ASU), đồng thời làm việc tại Hensley & Co., một doanh nghiệp của nhà phân phối Anheuser-Busch, thuộc sở hữu của gia đình Cindy McCain. Ông tốt nghiệp năm 1986 với bằng Cử nhân Khoa học chuyên ngành Tài chính.

## Sự nghiệp

### Kinh doanh

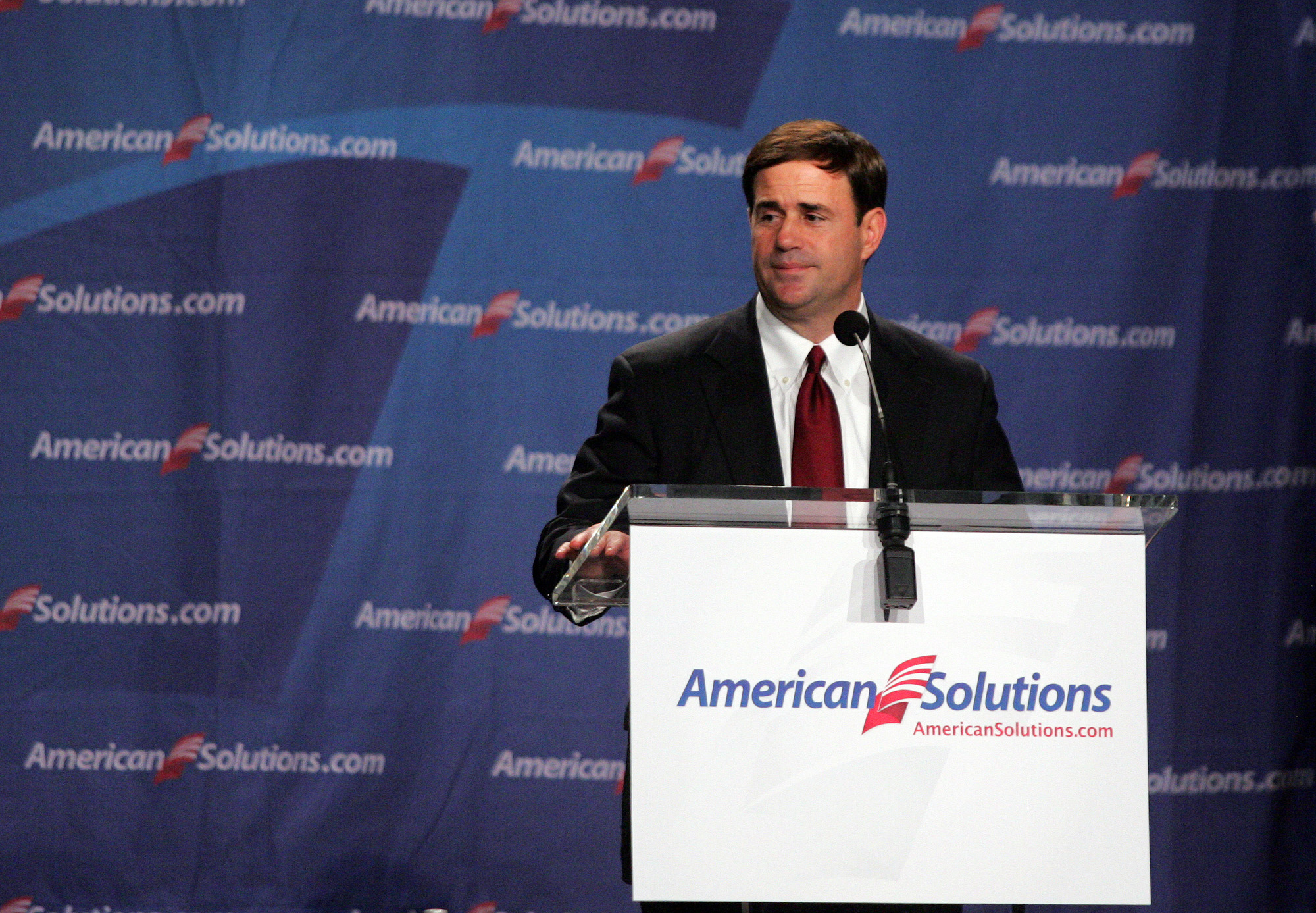
Doug Ducey năm 2018.

Sau khi tốt nghiệp ASU, Doug Ducey gia nhập Procter & Gamble, bắt đầu sự nghiệp bán hàng và tiếp thị. Ông là Giám đốc điều hành tại Cold Stone Creamery, một hãng được thành lập vào năm 1988, từ năm 1995 đến năm 2007. Năm 2007, khi ông và đối tác kinh doanh của mình bán công ty, Cold Stone đã có hơn 1.400 địa điểm tại Hoa Kỳ và mười quốc gia khác. Sau khi bán công ty cho Kahala, những cáo buộc về quản lý nhượng quyền thương mại yếu kém đã khiến ông rời tổ chức. Ông trở thành nhà đầu tư chính và là Chủ tịch Hội đồng quản trị của iMemories từ năm 2008 đến năm 2012. Thương hiệu Cold Stone Creamery được xếp hạng trong số 10 thương hiệu nhượng quyền tồi tệ nhất về các khoản nợ bởi Cục Quản lý Doanh nghiệp Nhỏ (SBA).

### Ngân khố
Năm 2010, Doug Ducey được bầu làm Bộ trưởng Ngân khố tiểu bang Arizona, thay thế Dean Martin. Là Giám đốc ngân hàng và Giám đốc đầu tư của Arizona, Doug Ducey giám sát hơn 12 tỷ USD tài sản của bang và từng là Giám đốc đầu tư cho các chính quyền địa phương. Bên cạnh đó, ông là Chủ tịch Ủy ban Đầu tư và Cho vay của tiểu bang Arizona, đồng thời là Tổng Giám sát viên của tiểu bang, là thành viên của Hội đồng Lựa chọn Đất Arizona (State Land Selection Board). Ông cũng từng là Phó Chủ tịch khu vực phía Tây của Hiệp hội Ngân khố liên bang, và là Chủ tịch của Hiệp hội Ngân khố bang miền Tây.

## Thống đốc Arizona

### Tranh cử

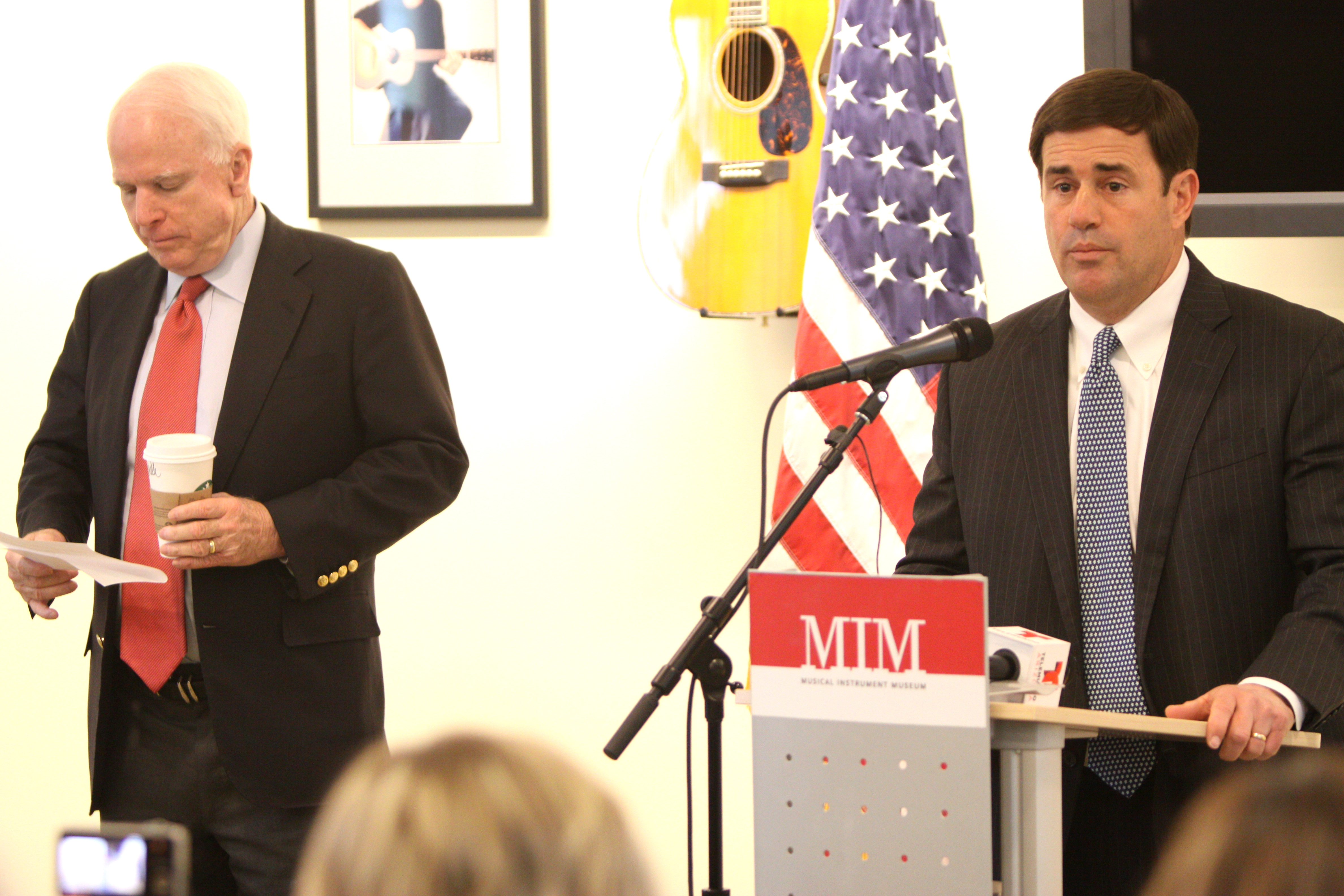
Doug Ducey và John McCain năm 2013.

Vào tháng 7 năm 2013, Doug Ducey tuyên bố tranh cử Thống đốc. Ông đã nhận được sự tán thành của nhiều nhà lãnh đạo phe bảo thủ, bao gồm cả Thượng nghị sĩ Ted Cruz và Mike Lee, Thống đốc Wisconsin Scott Walker, cựu Thượng nghị sĩ Jon Kyl. Doug Ducey đã giành được đề cử của Đảng Cộng hòa trong cuộc bầu cử sơ bộ vào tháng 8, sau đó nhận được sự tán thành của Thống đốc sắp mãn nhiệm Jan Brewer, cùng với các Thượng nghị sĩ John McCain, Jeff Flake, và những người Cộng hòa trong phái đoàn Hạ viện Hoa Kỳ của Arizona. Ông cũng được ủng hộ bởi một số tổ chức, bao gồm Arizona Right to Life, Concerned Women for America và Small Business Alliance.
Doug Ducey đã đánh bại ứng viên Đảng Dân chủ Fred DuVal trong cuộc tổng tuyển cử ngày 4 tháng 11. Năm 2018, ông tuyên bố tái tranh cử và đắc cử. Cựu Bang vụ khanh Arizona Ken Bennett là đối thủ của ông ở cuộc bầu cử sơ bộ của Đảng Cộng hòa và thua với tỷ số cách biệt. Doug Ducey được bầu lại vào tháng 11 trong cuộc tổng tuyển cử Arizona, đánh bại ứng cử viên Đảng Dân chủ David Garcia với tỷ lệ 56–41,84%.

### Nhiệm kỳ

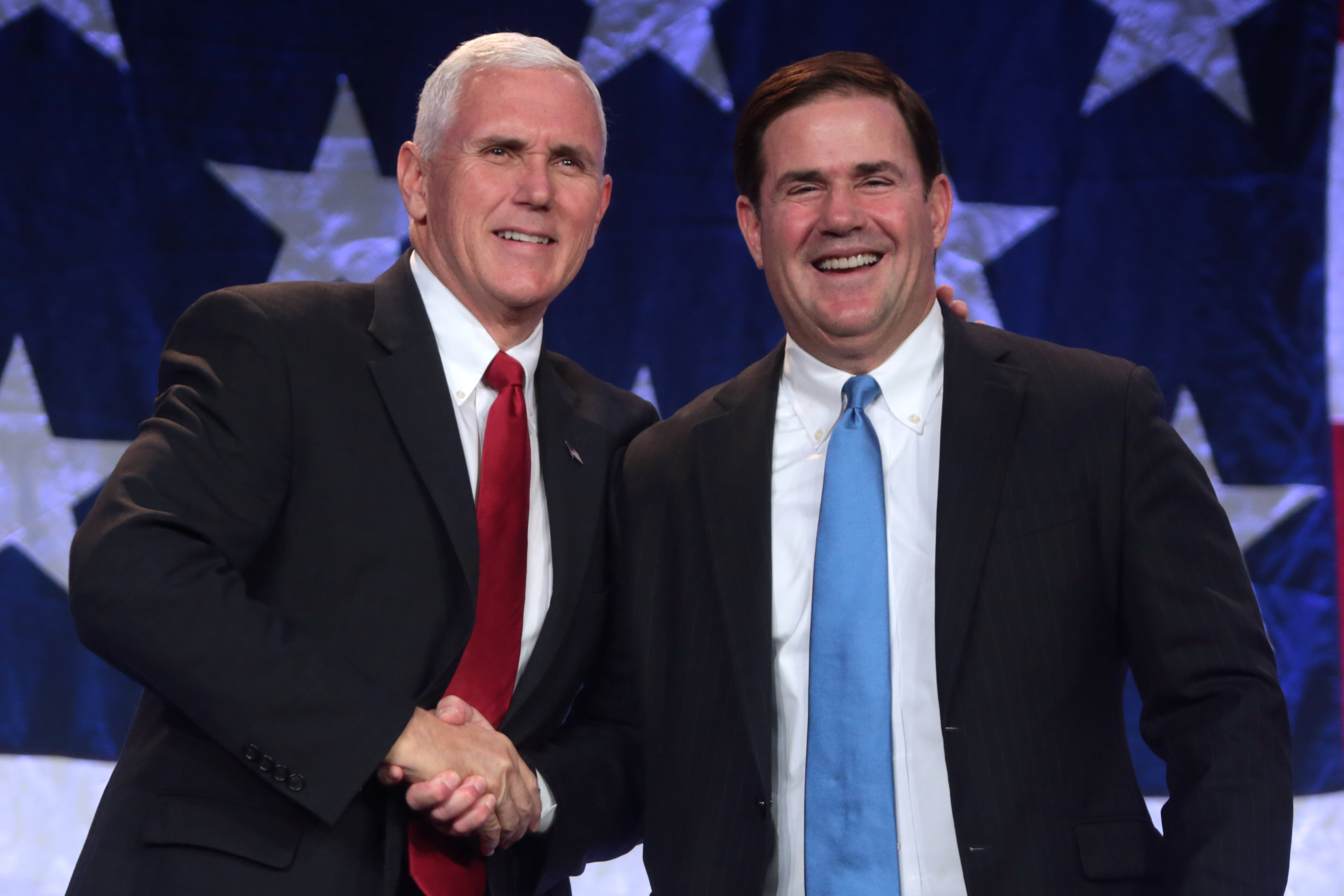
Doug Ducey và Mike Pence năm 2016.

Doug Ducey tuyên thệ nhậm chức vào ngày 5 tháng 1 năm 2015. Ngay sau khi nhiệm kỳ của mình bắt đầu, ông bắt đầu đóng băng tuyển dụng nhân viên tiểu bang trong nỗ lực cân bằng ngân sách tiểu bang. Vào tháng 3 năm 2015, ông đã ký một ngân sách 9,1 tỷ USD để loại bỏ thâm hụt ngân sách 1,5 tỷ USD của bang bằng cách giảm chi tiêu mà không cần tăng thuế. Ông đã đưa ra các đề xuất ngân sách cân bằng mỗi năm tài chính kể từ năm 2015.
Doug Ducey đã ban hành các phủ quyết đầu tiên của mình vào ngày 30 tháng 3 năm 2015 đối với HB2150, một sửa đổi đối với luật đối xử tàn ác với động vật sẽ loại trừ động vật chăn nuôi khỏi diện bảo vệ theo luật đó, và HB2410, một dự luật cấm các sở cảnh sát thiết lập hạn ngạch trích dẫn giao thông. Vào ngày 31 tháng 3 năm 2017, ông đã ký SB1367, yêu cầu các bác sĩ chăm sóc cho những đứa trẻ sinh ra còn sống trong quá trình phá thai. Vào ngày 6 tháng 4 năm 2017, ông đã ký một dự luật mở rộng chứng từ giáo dục lớn của trường công lập, mở rộng tính đủ điều kiện cho mọi học sinh Arizona. Vào ngày 22 tháng 2 năm 2019, Tổng thống Hoa Kỳ Donald Trump bổ nhiệm ông vào Hội đồng Thống đốc lưỡng đảng.

#### Về giáo dục

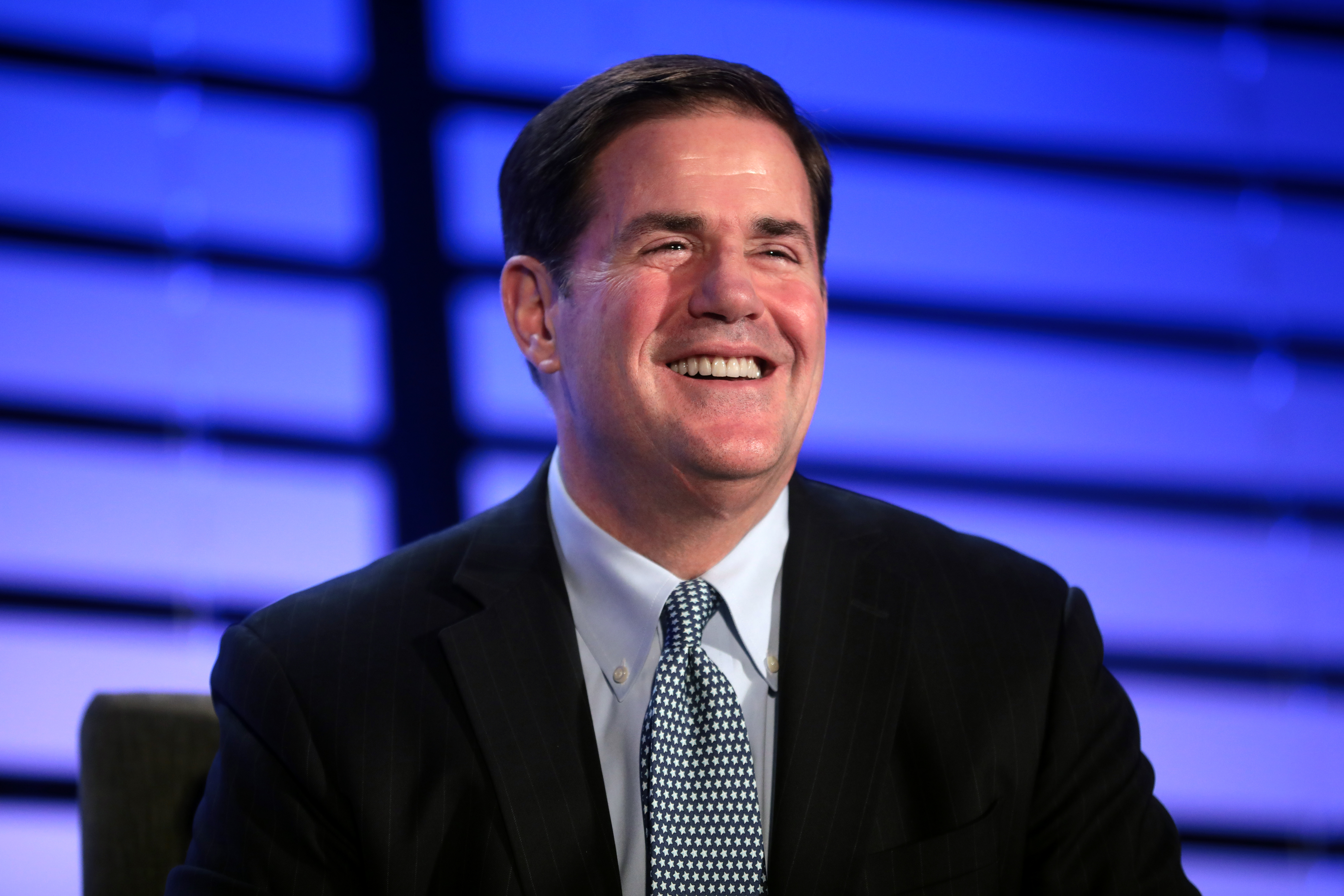
Doug Ducey năm 2019.

Trong những năm lãnh đạo Arizona, Doug Ducey có nhiều chính sách về giáo dục. Sau nhiều năm cắt giảm giáo dục trong cuộc Đại suy thoái, ông đã tăng tài trợ cho các trường K-12 do lạm phát hàng năm trong nhiệm kỳ của mình. Kể từ năm 2015, Arizona đã bổ sung thêm 4,5 tỷ USD trong tổng số tiền đầu tư mới vào các trường học và tăng tài trợ cho các trường công lập K-12 thêm 2,3 tỷ USD mỗi năm. Vào năm 2018, để đối phó với các cuộc biểu tình của giáo viên trên toàn quốc, ông đã công bố kế hoạch 20x2020, sẽ tăng lương giáo viên 20% trong ba năm và khôi phục các khoản cắt giảm trong thời kỳ suy thoái đối với tài trợ học tập linh hoạt được gọi là hỗ trợ bổ sung. Lời hứa đã được thực hiện đúng tiến độ thông qua ngân sách năm tài chính 2021, trong đó bao gồm 645 triệu USD tài trợ vĩnh viễn để tăng lương cho giáo viên. Việc khôi phục các khoản tiền hỗ trợ bổ sung đã được hứa hẹn đã diễn ra trước thời hạn. Cũng trong năm 2018, Doug Ducey đã ký gia hạn 20 năm đối với Dự luật 301, một sáng kiến được cử tri chấp thuận thông qua vào năm 2000 và được Thống đốc khi đó là Jane Hull ủng hộ. Đề xuất cung cấp khoảng 667 triệu USD hàng năm cho các trường công lập K-12, đại học, cao đẳng cộng đồng của Arizona thông qua thuế thương vụ 0,6%.
Vào năm 2017, ông đã triển khai tài trợ dành riêng lần đầu tiên cho các cố vấn học đường và thành lập Học viện Giáo viên Arizona, hợp tác với Đại học Bang Arizona, Đại học Arizona và Đại học Bắc Arizona để cho phép các giáo viên trường công lập tương lai của Arizona có thể tốt nghiệp giảng dạy mà không nợ phí. Trước đó, ngày 16 tháng 1 năm 2015, ông đã ký Đạo luật Công dân Hoa Kỳ, trong đó yêu cầu tất cả học sinh Arizona phải vượt qua bài kiểm tra công dân cơ bản trước khi tốt nghiệp trung học. Đó là dự luật đầu tiên ông ký, đưa Arizona trở thành bang đầu tiên trong cả nước ban hành luật như vậy. Kể từ khi ban hành, 34 bang đã thông qua luật tương tự. Vào tháng 3 năm 2020, ông ký thành luật dự luật Ngày Lễ kỷ niệm Công dân, trong đó yêu cầu các trường dành phần lớn thời gian giảng dạy trên lớp cho môn công dân vào ngày 25 tháng 9 hàng năm.

#### Đại dịch COVID-19

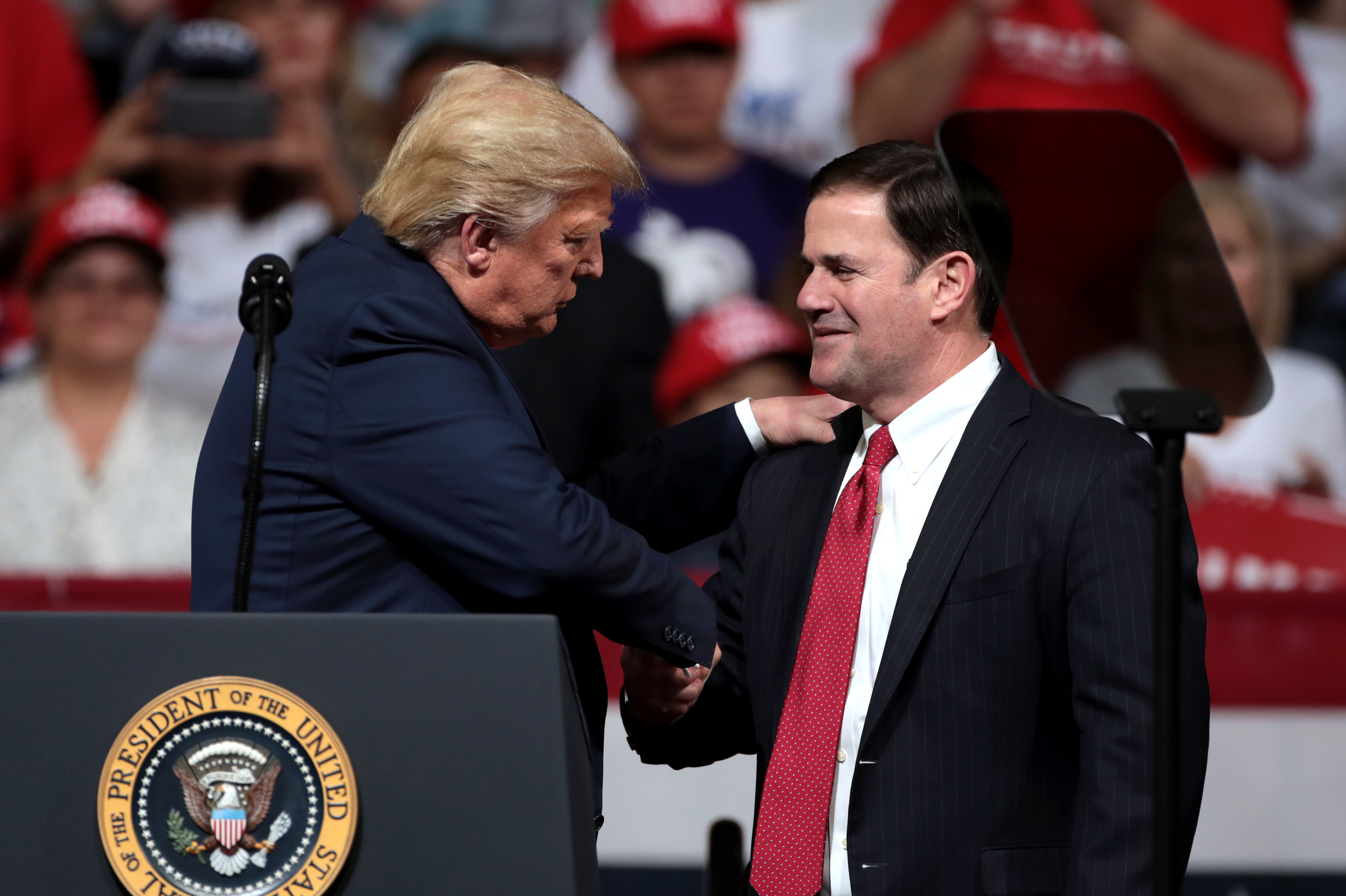
Doug Ducey và Donald Trump năm 2020.

Bộ Dịch vụ Y tế Arizona đã công bố trường hợp nhiễm COVID-19 đầu tiên ở Arizona vào ngày 26 tháng 1 năm 2020, một sinh viên tại Đại học Bang Arizona trở về từ Vũ Hán, Trung Quốc. Số trường hợp tăng lên chín vào giữa tháng 3. Trong tình hình đó, Doug Ducey đã ban bố tình trạng khẩn cấp và kích hoạt trung tâm hoạt động khẩn cấp của bang. Ông cũng ban hành các lệnh hành pháp chỉ đạo Bộ Y tế tiểu bang ban hành các quy tắc khẩn cấp để bảo vệ cư dân sống trong các viện dưỡng lão và nhà tập thể, tuyên bố đóng cửa trường học trên toàn tiểu bang. Cuối tháng, ông ban hành lệnh lưu trú tại nhà trong một tháng cho đến tháng 4, gia hạn lệnh lưu trú tại nhà cho đến ngày tháng 5. Vào ngày 12 tháng 5, Arizona bắt đầu cho phép một số doanh nghiệp mở cửa trở lại. Việc mở cửa trở lại này được xem trái ngược với lời khuyên của các chuyên gia học thuật.
Đến tháng 6 năm 2020, Arizona đã trở thành tâm chấn của đại dịch. Các chuyên gia y tế công cộng cho biết điều đó có thể dự đoán được do Arizona không thực hiện các biện pháp phòng ngừa và quyết định về sức khỏe cộng đồng của các quan chức hàng đầu. Các trường hợp COVID-19 ở Arizona đã tăng đáng kể vào tháng 6 sau các lễ kỷ niệm Chiến sĩ trận vong đông đúc, việc mở cửa trở lại các doanh nghiệp và các cuộc biểu tình kéo dài về cái chết của George Floyd. Doug Ducey đã bị chỉ trích vì tiểu bang không yêu cầu giãn cách xã hội, đeo khẩu trang và các hạn chế khác.

## Lịch sử tranh cử
Tính đến 2021, Doug Ducey đã tham gia ba kỳ bầu cử, gồm một kỳ bầu Bộ trưởng Ngân khố tiểu bang, hai kỳ tổng tuyển cử Thống đốc Arizona. Ông đều giành chiến thắng.

## Đời tư

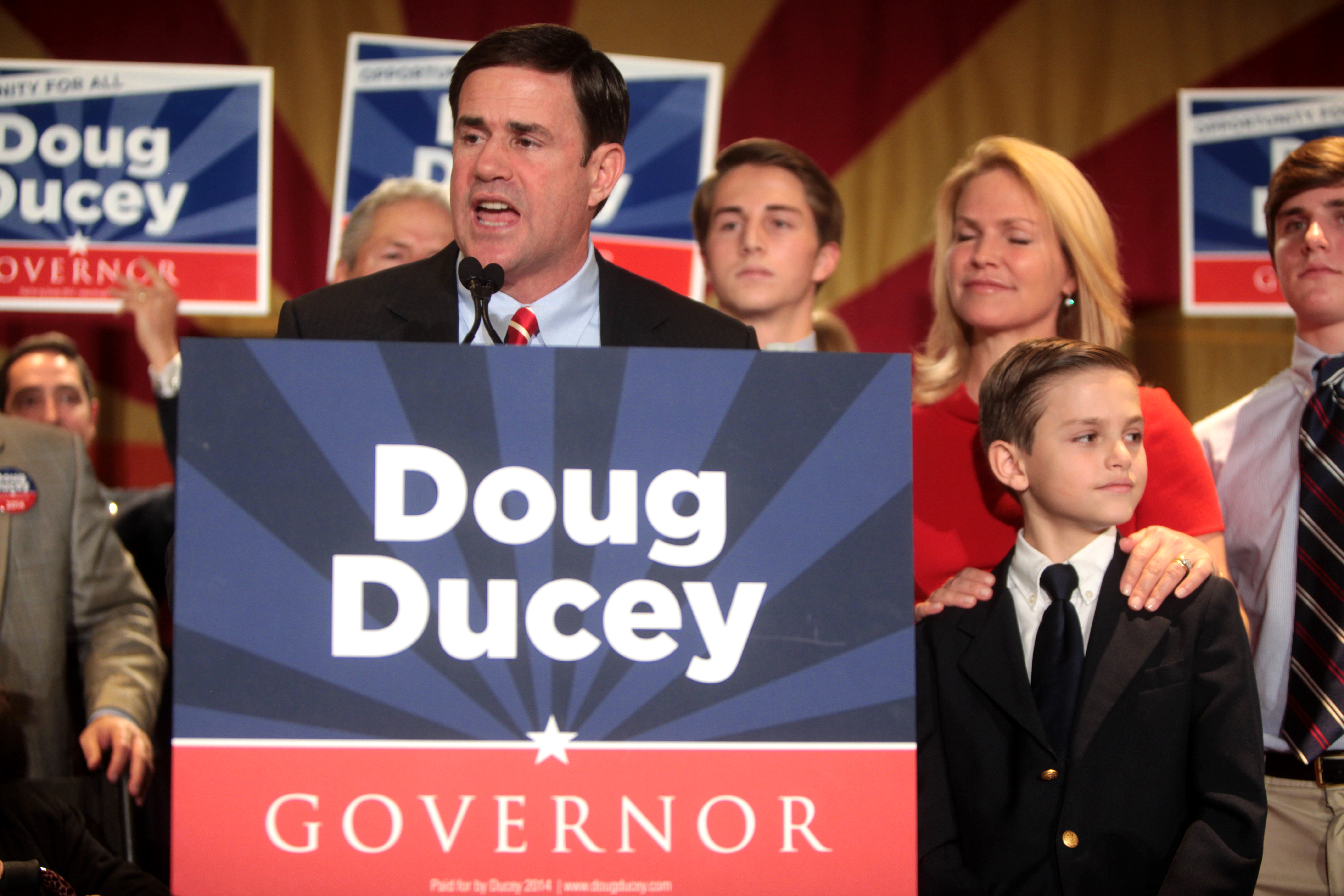
Doug Ducey cùng Angela và các thành viên trong gia đình.

Trong những năm khi đang theo học tại Đại học Bang Arizona, Doug Ducey gặp Angela, họ yêu nhau và kết hôn năm 1992. Hai vợ chồng sống ở Thung lũng Thiên đường (Paradise Valley), quận Maricopa, Arizona với ba người con trai là Jack, Joe và Sam. Vợ chồng mua đất vào năm 2005, đã xây một ngôi nhà ở đó và rao bán ngôi nhà vào cuối năm 2019 với giá chào bán là 8,75 triệu USD.